# Armeria berlengensis
Armeria berlengensis är en triftväxt som beskrevs av Jules Alexandre Daveau. Armeria berlengensis ingår i släktet triftar, och familjen triftväxter.
Inga underarter finns listade i Catalogue of Life.